# Écrosnes
Écrosnes és un municipi francès, situat al departament de l'Eure i Loir i a la regió de Centre – Vall del Loira. L'any 2007 tenia 772 habitants.

## Demografia

### Població
El 2007 la població de fet d'Écrosnes era de 772 persones. Hi havia 300 famílies, de les quals 67 eren unipersonals (20 homes vivint sols i 47 dones vivint soles), 95 parelles sense fills, 122 parelles amb fills i 16 famílies monoparentals amb fills.
La població ha evolucionat segons el següent gràfic:
Habitants censats

### Habitatges
El 2007 hi havia 334 habitatges, 302 eren l'habitatge principal de la família, 19 eren segones residències i 13 estaven desocupats. 328 eren cases i 4 eren apartaments. Dels 302 habitatges principals, 275 estaven ocupats pels seus propietaris, 24 estaven llogats i ocupats pels llogaters i 4 estaven cedits a títol gratuït; 12 tenien dues cambres, 32 en tenien tres, 69 en tenien quatre i 190 en tenien cinc o més. 231 habitatges disposaven pel capbaix d'una plaça de pàrquing. A 110 habitatges hi havia un automòbil i a 175 n'hi havia dos o més.

### Piràmide de població
La piràmide de població per edats i sexe el 2009 era:
| Homes | Edats   | Dones |
| ----- | ------- | ----- |
| 0     | 95 o +  | 0     |
| 1     | 90 a 94 | 3     |
| 4     | 85 a 89 | 3     |
| 3     | 80 a 84 | 5     |
| 13    | 75 a 79 | 12    |
| 18    | 70 a 74 | 13    |
| 19    | 65 a 69 | 24    |
| 14    | 60 a 64 | 12    |
| 16    | 55 a 59 | 9     |
| 29    | 50 a 54 | 34    |
| 21    | 45 a 49 | 20    |
| 42    | 40 a 44 | 40    |
| 31    | 35 a 39 | 22    |
| 37    | 30 a 34 | 35    |
| 13    | 25 a 29 | 11    |
| 9     | 20 a 24 | 18    |
| 23    | 15 a 19 | 24    |
| 32    | 10 a 14 | 29    |
| 28    | 5 a 9   | 25    |
| 25    | 0 a 4   | 17    |

## Economia
El 2007 la població en edat de treballar era de 508 persones, 414 eren actives i 94 eren inactives. De les 414 persones actives 402 estaven ocupades (213 homes i 189 dones) i 12 estaven aturades (9 homes i 3 dones). De les 94 persones inactives 43 estaven jubilades, 34 estaven estudiant i 17 estaven classificades com a «altres inactius».

### Ingressos
El 2009 a Écrosnes hi havia 304 unitats fiscals que integraven 808 persones, la mediana anual d'ingressos fiscals per persona era de 24.729 €.

### Activitats econòmiques
Dels 22 establiments que hi havia el 2007, 10 eren d'empreses de construcció, 3 d'empreses de comerç i reparació d'automòbils, 2 d'empreses d'informació i comunicació, 5 d'empreses de serveis, 1 d'una entitat de l'administració pública i 1 d'una empresa classificada com a «altres activitats de serveis».
Dels 8 establiments de servei als particulars que hi havia el 2009, 4 eren paletes, 2 fusteries, 1 lampisteria i 1 empresa de construcció.
L'any 2000 a Écrosnes hi havia 17 explotacions agrícoles que ocupaven un total de 1.980 hectàrees.

## Equipaments sanitaris i escolars
El 2009 hi havia una escola elemental.

## Poblacions més properes
El següent diagrama mostra les poblacions més properes.